# Северное муниципальное образование (Саратовская область)
Северное муниципальное образование — муниципальное образование со статусом сельского поселения в Хвалынском районе Саратовской области Российской Федерации.
Административный центр — посёлок Северный.

## История
Статус и границы сельского поселения установлены Законом Саратовской области от 29 декабря 2004 года N 112-ЗСО «О муниципальных образованиях,  входящих в состав Хвалынского района».

## Население
| 2010 | 2011 | 2012 | 2013 | 2014 | 2015 | 2016 |
| ---- | ---- | ---- | ---- | ---- | ---- | ---- |
| 762  | ↘761 | ↗772 | ↘766 | ↘734 | ↘701 | ↘689 |
| 2017 | 2018 | 2019 | 2020 | 2021 |      |      |
| ↗698 | ↘696 | ↘674 | ↗675 | ↗678 |      |      |

## Состав сельского поселения
| № | Населённый пункт | Тип населённого пункта          | Население |
| - | ---------------- | ------------------------------- | --------- |
| 1 | Красный Затон    | железнодорожный разъезд         | ↘0        |
| 2 | Северный         | посёлок, административный центр | ↘666      |
| 3 | Чёрный Затон     | село                            | ↘96       |